# Transport Truck Company
Die Transport Truck Company ist ein ehemaliger US-amerikanischer Nutzfahrzeughersteller in Mount Pleasant (Michigan).
Die Firma erschien 1918 mit der Marke Transport auf dem Markt. Angeboten wurden anfangs LKW von 1, 1½ und 2 tons (907, 1361 und 1814 kg) Zuladung. Verwendet wurden Vierzylindermotoren von Buda und Continental. 1920 erschien das Modell 50 mit 2½ tons und einem Continental Motor mit 261 c.i. (4277 cm³), 1925 je ein Truck mit 3½ (3175 kg) und 5 tons (4535 kg) mit Buda Motor.
Die Produktion endete 1926; in diesem Jahr wurden sechs Modelle angeboten.